# Slaget ved Halbe
 Denne artikel bør gennemlæses af en person med fagkendskab for at sikre den faglige korrekthed.

Slaget ved Halbe var et slag, der fandt sted fra 24. april til 1. maj 1945 i slutningen af 2. verdenskrig.
Under 2. Verdenskrig blev resterne af den tyske 9. armé under kommando af general Theodor Busse omringet af sovjetiske styrker den 16. april 1945. Fra 28. april var resten af arméen trængt sammen indenfor området Löpten – Hermsdorf – Märkisch Buchholz – Halbe sydøst for Berlin. Indenfor det omringede område befandt der sig omkring 200.000 soldater samt 10-15.000 civile borgere, deriblandt adskillig tusinder flygtninge fra områderne øst for floden Oder.
Chefen for XI. SS Panzerkorps, Matthias Kleinheisterkamp, kaldte alle chefer ned til og med bataljonschefer sammen til den befalingsudgivelse. Et udbrud skulle forsøges, og den eneste mulighed var at bryde gennem omringningen i den lille by Halbe og derfra fortsætte tværs over Dresden–Berlin motorvejen mod vest i et forsøg på at nå frem til general Walther Wencks 12. armé vest for Berlin. På tidspunktet for udbrudsforsøget var Halbe besat og omringet af stærke sovjetiske styrker, hvis ledere forventede et udbrud gennem området Oderin-Halbe-Teupitz, idet der ikke var andre muligheder.
To spydspidser udgjordes af Panzergrenadier-Division "Kurmark" (generalmajor Willy Langkeit) og den svære SS-Panzerabteilung 502 (Sturmbannführer Kurt Hartrampf), der havde 14 Tiger II kampvogne tilbage. Begge var under Langkeits kommando. "Kurmark"-enhederne udgjorde den nordligste spydspids og SS-Panzerabteilung 502 den sydligste. Efter Panzergrenadier-Division "Kurmark" (nordlige spydspids) med nogle Panzer V "Panther" kampvogne og panserjagere af typen 38 "Hetzer" fulgte resterne af SS Panzeraufklärungsabteilung 10, "Frundsberg". Efter SS-Panzerabteilung 502 (sydlige spydspids) fulgte 1 mortérbatteri, 1 Schützenpanzer-Kompagni fra Panzergrenadier-Division "Kurmark" og overlevende fra et Fahnenjunker-Kompani, der skulle yde nærkampsbeskyttelse mod fjendtligt infanteri. Resterne af de øvrige omringede styrker skulle slutte sig til den sydlige angrebsspids.
Begge spydspidser blev mødt med en morderisk ild fra byen og blev midlertidigt standset ved panserspærringer. Under store menneskelige og materielle tab lykkedes det at bryde gennem de sovjetiske linjer. Gennembruddet mod vest gik ad små skovveje under løbende hårde kampe samt uafbrudte sovjetiske luftangreb. Vest for vejen mellem Beelitz og Treuenbrietzen fik de kontakt med fremskudte styrker fra 12. armé, der opretholdt opfangningsstillinger indtil 3. maj. General Busse anslog senere, at 25.000 soldater og nogle tusinde civilister nåede frem til 12. armés stillinger.
Resterne af 9. armé overgav sig sammen med resten af 12. armé til den amerikanske 9. armé, der stod på den vestlige side af Elben. Ved Tangermünde og Ferchland lykkedes det i stort tal tyskerne at sætte over floden for at overgive sig til amerikanerne. Amerikanerne nægtede derimod at modtage civile flygtninge.
I skovene omkring Halbe og langs flugtruten lå flere tusinde faldne, der efter kampene blev begravet på stedet, hvor de blev fundet, samt i granathuller mv. Hvert år findes der rester af de faldne, der derefter begraves på krigskirkegården i Halbe. Således begravedes der d. 31. juli 2009 46 faldne Wehrmachtssoldater på Waldfriedhof i Halbe.
Store mængder af ueksploderet ammunition og landminer ligger stadig i skovene, hvor de endnu 64 år efter slaget udgør en fare for dem, der færdes i skovene.